# Nenad Peruničić
Nenad Peruničić (serbisch-kyrillisch Ненад Перуничић; * 1. Mai 1971 in Pljevlja, SR Montenegro, Jugoslawien) ist ein serbisch-montenegrinischer/deutscher Handballtrainer und ehemaliger Handballspieler.

## Karriere

### Verein

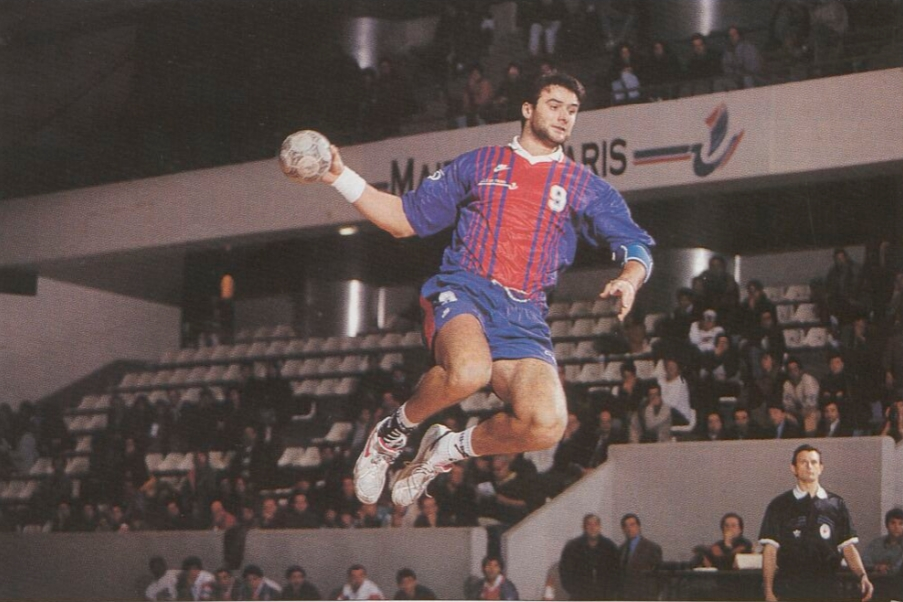
Nenad Peruničić bei PSG-Asnières in der Saison 1993/94.

Nenad Peruničić begann beim RK Jugović; seinen ersten Profivertrag erhielt er beim RK Roter Stern Belgrad. 1993 wechselte zu PSG-Asnières, um aber gleich ein Jahr später zu Bidasoa Irún in die spanische Liga ASOBAL zu ziehen. 1995 gelang ihm hier sein internationaler Durchbruch: Er gewann die EHF Champions League und wurde zum besten Spieler der Liga ASOBAL gewählt. Hier erhielt er auch seinen Spitznamen „El conquistador“ (dt. „der Eroberer“). Außerdem gewann er mit den Basken noch die Copa del Rey de Balonmano 1996 sowie den Europapokal der Pokalsieger 1997. Danach zog es den 2,03 Meter großen Rückraumspieler in die deutsche Handball-Bundesliga zum THW Kiel, wo er 1998, 1999 und 2000 Meisterschaft und DHB-Pokal sowie 1998 den EHF-Pokal gewann. 2000 zog er erneut ins Finale der EHF Champions League ein, unterlag dort aber dem FC Barcelona. 2001 wechselte er zum Ligakonkurrenten SC Magdeburg Gladiators. Mit den Elbestädtern gewann er 2002 erneut die EHF Champions League sowie die EHF-Vereins-EM. Weil 2002 mit Oleg Kuleschow und Grzegorz Tkaczyk schon zwei Ausländer bei den SC Magdeburg Gladiators spielten, besitzt Peruničić seit Oktober 2002 auch die deutsche Staatsbürgerschaft. 2004 spielte er neun Monate für die SG Wallau/Massenheim, danach ließ er ein dreimonatiges Intermezzo bei al-Ahli SC in Katar folgen. Schließlich spielte Peruničić noch eine Saison für Pick Szeged in Ungarn, wo er den ungarischen Pokal gewann. In der Saison 2006/07 spielte er – als 36-Jähriger – beim FC Barcelona, wo er erneut die Copa del Rey de Balonmano gewann. Aus Fitnessgründen wurde er eigentlich nur noch in der Abwehr eingesetzt. Im Sommer 2007 wurde sein Vertrag bei Barcelona nicht verlängert, sodass er sich dem Club Algeciras BM anschloss, wo er bis November 2007 spielte. In der Saison 2008/09 lief er für den montenegrinischen Verein MRK Budućnost Podgorica auf, anschließend beendete er seine Karriere.

### Nationalmannschaft
Nenad Peruničić bestritt mindestens 141 Länderspiele. Mit Jugoslawien gewann er die Goodwill Games 1990 und die Mittelmeerspiele 1991. Mit der Bundesrepublik Jugoslawien gewann er bei der Handball-Europameisterschaft der Männer 1996 in Spanien genauso Bronze wie bei der Handball-Weltmeisterschaft der Männer 1999 in Ägypten. Bei den Olympischen Spielen 2000 in Sydney wurde er mit Serbien und Montenegro Vierter.

### Trainer
Nach seiner aktiven Karriere übernahm er im Jahr 2013 das Traineramt des serbischen Vereins RK Roter Stern Belgrad. Hier gab er im April 2015 sein Comeback als Spieler. Im Jahre 2019 beendete er seine Tätigkeit bei RK Roter Stern Belgrad. Von 2018 bis 2020 trainierte er die serbische Nationalmannschaft.

### Erfolge
- Champions-League-Sieger 1995 mit Bidasoa Irún und 2002 mit dem SC Magdeburg
- Spanischer Meister 1995 mit Bidasoa Irún
- Spanischer Pokalsieger 1996 mit Bidasoa Irún und 2007 mit dem FC Barcelona
- Super-Cup-Sieger 1996 mit Bidasoa Irún
- Europapokalsieger der Pokalsieger 1997 mit Bidasoa Irún
- Deutscher Meister 1998, 1999 und 2000 mit dem THW Kiel
- DHB-Pokalsieger 1998, 1999 und 2000 mit dem THW Kiel
- EHF-Pokalsieger 1998 mit dem THW Kiel
- Super-Cup-Sieger 1998 mit dem THW Kiel
- Ungarischer Pokalsieger 2006 mit Pick Szeged
- WM-Bronze 1999 mit BR Jugoslawien
- EM-Bronze 1996 mit BR Jugoslawien
- Gold bei den Mittelmeerspielen 1991 mit SFR Jugoslawien
- Sieger der Goodwill Games 1990 mit SFR Jugoslawien

### Bundesligabilanz
| Saison    | Verein               | Spielklasse | Spiele | Tore | 7-Meter | Feldtore |
| --------- | -------------------- | ----------- | ------ | ---- | ------- | -------- |
| 1997/98   | THW Kiel             | Bundesliga  | 28     | 183  | 33      | 150      |
| 1998/99   | THW Kiel             | Bundesliga  | 26     | 162  | 9       | 153      |
| 1999/2000 | THW Kiel             | Bundesliga  | 31     | 157  | 10      | 147      |
| 2000/01   | THW Kiel             | Bundesliga  | 36     | 224  | 7       | 217      |
| 2001/02   | SC Magdeburg         | Bundesliga  | 32     | 150  | 7       | 143      |
| 2002/03   | SC Magdeburg         | Bundesliga  | 26     | 103  | 0       | 103      |
| 2003/04   | SC Magdeburg         | Bundesliga  | 3      | 11   | 0       | 11       |
| 2004/05   | SG Wallau/Massenheim | Bundesliga  | 25     | 34   | 0       | 34       |
| 1997–2005 | gesamt               | Bundesliga  | 207    | 1024 | 66      | 958      |